# باشگاه ورزشی سانتو آندره
باشگاه ورزشی سانتو آندره (انگلیسی: Esporte Clube Santo André) یک باشگاه فوتبال مستقر در سانتو آندره، ایالت سائو پائولو، برزیل است که در حال حاضر در سری دی برزیل، چهارمین سطح لیگ فوتبال در این کشور و همچنین در لیگ برتر ایالت سائو پائولو به فعالیت می‌پردازد. 